# Magritte (cràter)
Magritte és un cràter d'impacte en el planeta Mercuri de 149 km de diàmetre. Porta el nom del pintor belga René Magritte (1898-1967), i el seu nom va ser aprovat per la Unió Astronòmica Internacional el 2012.